# Festival international de la poésie de Trois-Rivières
Le festival international de la poésie de Trois-Rivières est un événement majeur en Mauricie se déroulant chaque automne à Trois-Rivières et recevant des participants du monde entier.

## Historique
Le Festival international de la poésie voit le jour à l’automne 1985, à Trois-Rivières. C’est lors de cette première édition que Félix Leclerc, alors invité d’honneur du Festival, déclarera Trois-Rivières « Capitale de poésie ». Le premier Festival attire 80 poètes et 5 000 amateurs de poésie. Le quartier général de l'événement s'installe au Zénob, haut lieu de la vie intellectuelle et culturelle à Trois-Rivières où de nombreux artistes et intellectuels ont leurs habitudes et où une mouvance littéraire et culturelle s'est créée autour d'un lieu accessible aux créateurs et au public.
Au fil des ans, l'événement prend de l'ampleur, surtout à l'échelle internationale. Le nombre de visiteurs croît au même rythme que le Festival. En 2005, Trois-Rivières a accueilli près de 40 000 fervents de poésie à l’une des 350 activités proposées par le Festival. En seulement vingt ans, le Festival était devenu le grand événement imaginé par Félix Leclerc en 1985. Il est devenu la vitrine par excellence de la poésie du monde entier, tant dans les médias que chez le grand public.
Trois-Rivières, capitale de la poésie, est aussi le siège social de la Fédération des festivals internationaux de poésie qui regroupe, afin de favoriser ententes et partenariats, les festivals de poésie du monde. Le premier président de la fédération est Gaston Bellemare.

## Ville en poésie
En 2014, la ville de Trois-Rivières se voit décerner le label français Ville en poésie accordé par le Printemps des poètes avec l'aval de la Fédération nationale des collectivités territoriales pour la culture.

## Récompenses décernées au Festival
- Grand prix Québecor du Festival international de la poésie
- Prix de poésie Gatien-Lapointe - Jaime-Sabines
- Prix Piché de poésie de l'Université du Québec à Trois-Rivières
- Prix Félix-Antoine-Savard
- Prix Félix-Leclerc de la poésie
- Prix Jean-Lafrenière
- Prix international de poésie Antonio Viccaro
- Prix Place aux poètes
- Prix Galaxie - Jeune poésie francophone
- Prix littéraire Thérèse-D.-Denoncourt, section jeunesse
- Prix d'innovation en enseignement de la poésie
- Concours de poésie « Dialogue sur la diversité au Canada II »

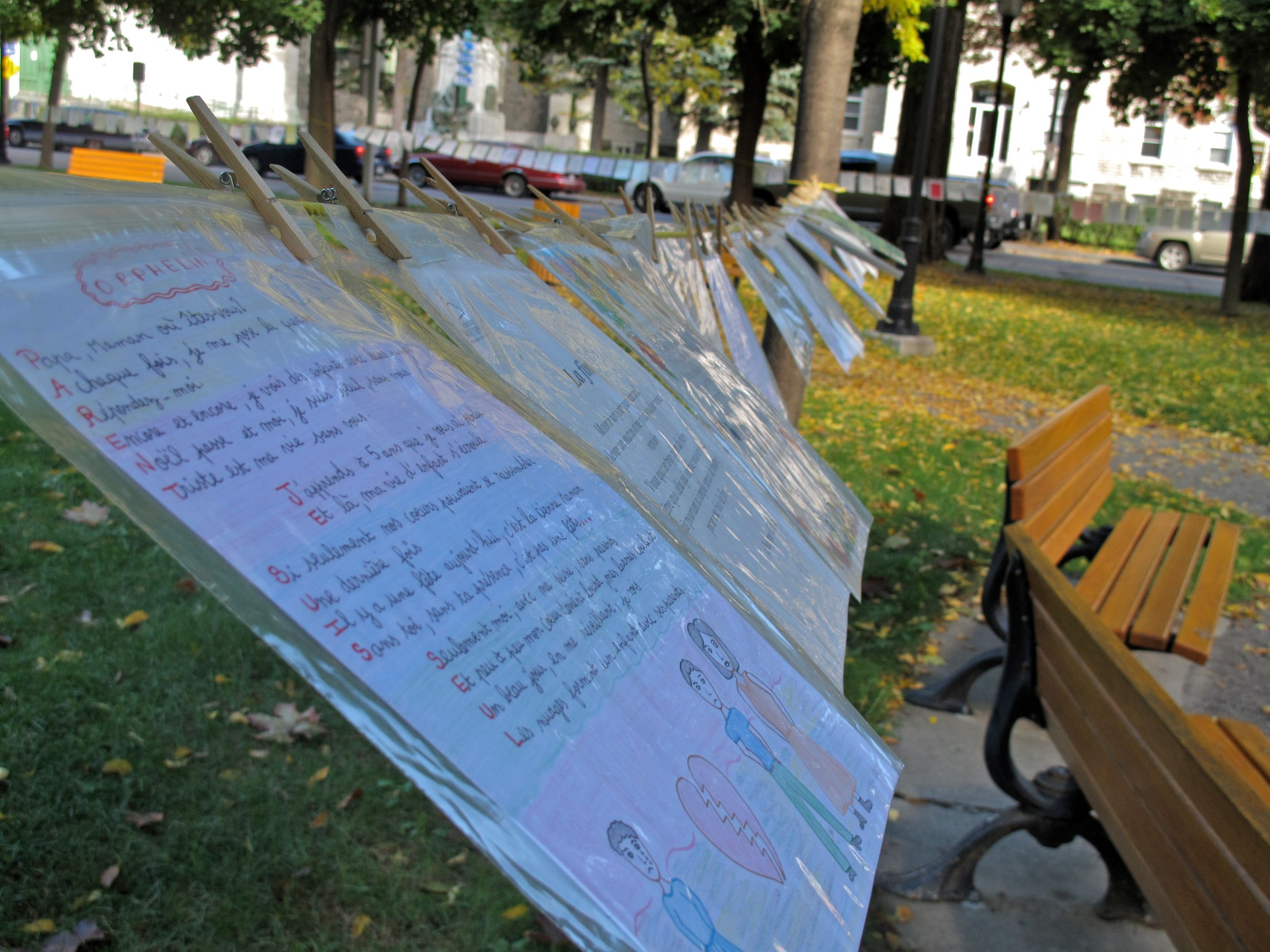
FIPTR - TRIPF.
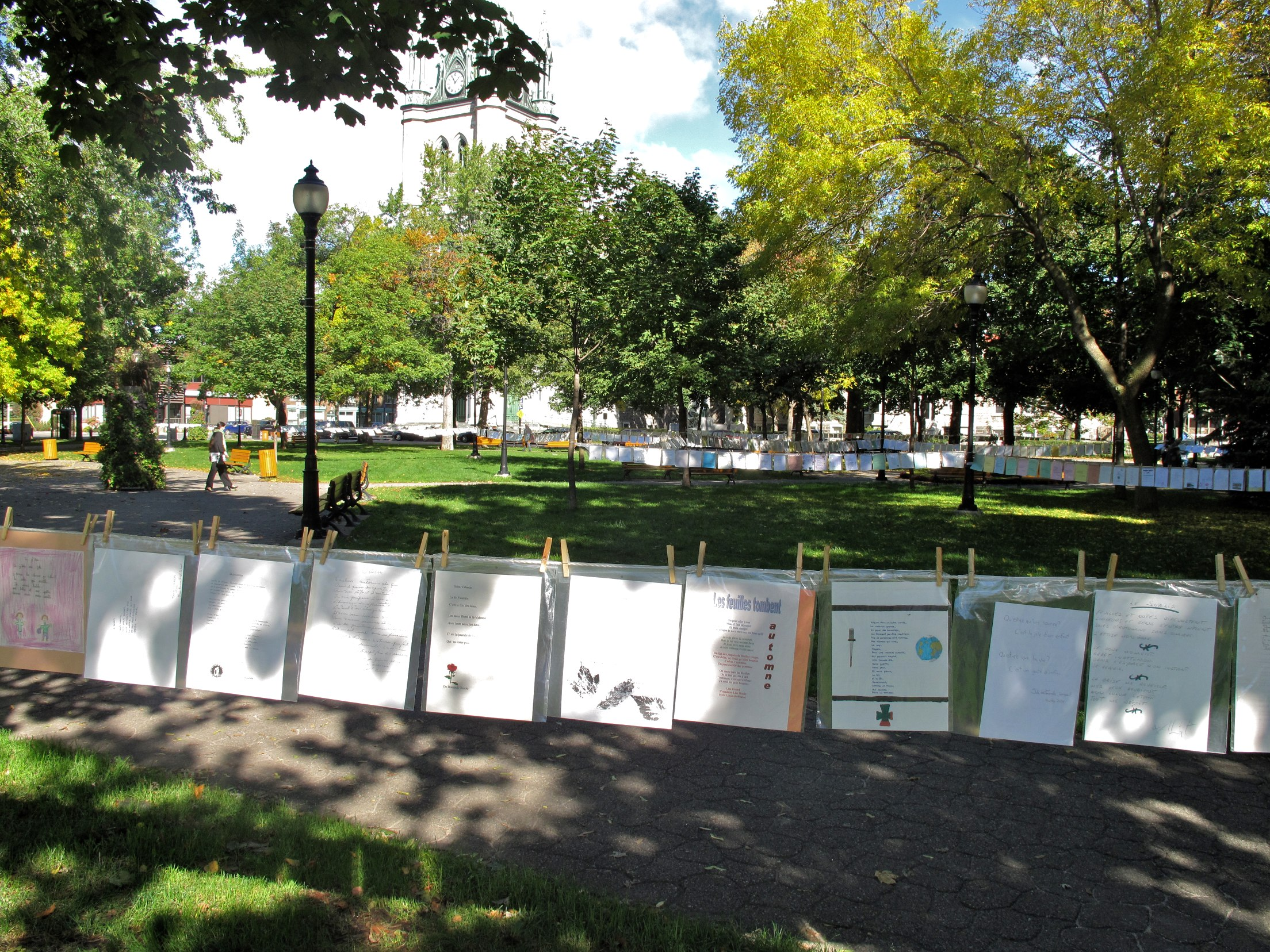
Corde à poèmes, parc Champlain, 2010.
Label Ville en poésie.